# Matthaea chartacea
Matthaea chartacea är en tvåhjärtbladig växtart som beskrevs av Elmer Drew Merrill. Matthaea chartacea ingår i släktet Matthaea och familjen Monimiaceae. Inga underarter finns listade i Catalogue of Life.